# In the Heart of Kunoichi Tsubaki
In the Heart of Kunoichi Tsubaki (jap. くノ一ツバキの胸の内 Kunoichi Tsubaki no mune no uchi) – manga autorstwa Sōichirō Yamamoto, publikowana na łamach magazynu „Gekkan Shōnen Sunday” wydawnictwa Shōgakukan od stycznia 2018 do maja 2023. Na jej podstawie studio CloverWorks wyprodukowało serial anime, który emitowany był od kwietnia do lipca 2022.

## Fabuła
Tsubaki, kunoichi i najlepsza uczennica klasy Akane, mieszka w wiosce, w której kobiety nie mogą mieć kontaktu z przedstawicielami płci przeciwnej. Ma jednak ciekawość co do nich, której nie może ujawnić.

## Bohaterowie

### Drużyna psa
- Tsubaki (jap. ツバキ)

Seiyū: Yūko Natsuyoshi 
- Sazanka (jap. サザンカ)

Seiyū: Miyari Nemoto 
- Asagao (jap. アサガオ)

Seiyū: Sayumi Suzushiro 
- Rindou (jap. リンドウ Rindō)

Seiyū: Konomi Kohara 

### Drużyna owcy
- Benisumomo (jap. ベニスモモ)

Seiyū: Aya Yamane 
- Mizubashou (jap. ミズバショウ Mizubashō)

Seiyū: Manaka Iwami 
- Touwata (jap. トウワタ Tōwata)

Seiyū: Miyu Tomita 

### Drużyna konia
- Hinagiku (jap. ヒナギク)

Seiyū: Marika Kōno 
- Kibushi (jap. キブシ)

Seiyū: Maria Naganawa 
- Oniyuri (jap. オニユリ)

Seiyū: Yō Taichi 

### Drużyna małpy
- Mokuren (jap. モクレン)

Seiyū: Hina Yōmiya 
- Housenka (jap. ホウセンカ Hōsenka)

Seiyū: Hiyori Kōno 
- Tsuwabuki (jap. ツワブキ)

Seiyū: Yūki Hirose 

### Drużyna szczura
- Tachiaoi (jap. タチアオイ)

Seiyū: Kana Ichinose 
- Higuruma (jap. ヒグルマ)

Seiyū: Mayu Mineda 
- Hagi (jap. ハギ)

Seiyū: Reina Kondō 

### Drużyna wołu
- Shion (jap. シオン)

Seiyū: Ikumi Hasegawa 
- Suzuran (jap. スズラン)

Seiyū: Hikaru Tōno 
- Ajisai (jap. アジサイ)

Seiyū: Aoi Koga 

### Drużyna tygrysa
- Fuki (jap. フキ)

Seiyū: Mayu Minami 
- Itadori (jap. イタドリ)

Seiyū: Ayaka Nanase 
- Ume (jap. ウメ)

Seiyū: Misaki Watada 

### Drużyna węża
- Kikyou (jap. キキョウ Kikyō)

Seiyū: Minami Tanaka 
- Uikyou (jap. ウイキョウ Uikyō)

Seiyū: Madoka Asahina 

### Drużyna smoka
- Hasu (jap. ハス)

Seiyū: Moe Kahara 
- Suzushiro (jap. スズシロ)

Seiyū: Yūki Takada 
- Higiri (jap. ヒギリ)

Seiyū: Yuka Nukui 

### Drużyna królika
- Kagetsu (jap. カゲツ)

Seiyū: Saya Aizawa 
- Mukuge (jap. ムクゲ)

Seiyū: Ayasa Itō 
- Hototogisu (jap. ホトトギス)

Seiyū: Eri Yukimura 

### Drużyna koguta
- Sumire (jap. スミレ)

Seiyū: Fairouz Ai 
- Azami (jap. アザミ)

Seiyū: Ayaka Asai 
- Tanpopo (jap. タンポポ)

Seiyū: Honoka Inoue 

### Drużyna dzika
- Dokudami (jap. ドクダミ)

Seiyū: Natsumi Kawaida 
- Aogiri (jap. アオギリ)

Seiyū: Makoto Koichi 
- Shakuyaku (jap. シャクヤク)

Seiyū: Rio Tsuchiya 

### Nauczycielki
- Hana (jap. ハナ)

Seiyū: Yumi Uchiyama 
- Konoha (jap. コノハ)

Seiyū: M.A.O 

## Manga
Manga ukazywała się w magazynie „Gekkan Shōnen Sunday” od 12 stycznia 2018 do 12 maja 2023. Wydawnictwo Shōgakukan zebrało jej rozdziały w 9 tankōbonach, wydawanych między 12 lipca 2018 a 9 sierpnia 2023.
| Nr | Data wydania (język japoński) | ISBN (język japoński)  |
| -- | ----------------------------- | ---------------------- |
| 1  | 12 lipca 2018                 | ISBN 978-4-09-128439-6 |
| 2  | 12 lutego 2019                | ISBN 978-4-09-128877-6 |
| 3  | 4 lipca 2019                  | ISBN 978-4-09-129288-9 |
| 4  | 10 stycznia 2020              | ISBN 978-4-09-129571-2 |
| 5  | 12 sierpnia 2020              | ISBN 978-4-09-850213-4 |
| 6  | 12 listopada 2021             | ISBN 978-4-09-850800-6 |
| 7  | 12 kwietnia 2022              | ISBN 978-4-09-851064-1 |
| 8  | 10 marca 2023                 | ISBN 978-4-09-851764-0 |
| 9  | 9 sierpnia 2023               | ISBN 978-4-09-852774-8 |

## Anime
9 listopada 2021 Aniplex zapowiedziało powstanie adaptacji w formie telewizyjnego serialu anime wyprodukowanego przez studio CloverWorks. Seria została wyreżyserowana przez Takuhiro Kodachiego, scenariusz napisała Konomi Shugo, postacie zaprojektował Yōsuke Okuda, natomiast muzykę skomponował Yūsuke Shirato. Anime było emitowane od 10 kwietnia do 3 lipca 2022 w Tokyo MX i innych stacjach. Motywem otwierającym jest „Highlight - Highlight” (jap. ハイライト・ハイライト Hairaito hairaito) autorstwa The Peggies, końcowym zaś „Akane-gumi katsudō nisshi” (jap. あかね組活動日誌), który w każdym odcinku został wykonany przez różnych członków obsady. Prawa do dystrybucji serii poza Azją nabył Crunchyroll.

## Odbiór
W 2020 roku manga była jedną z 50 nominowanych serii do 6. edycji konkursu Next Manga Award.
Recenzenci portalu Anime News Network, Caitlin Moore, Richard Eisenbeis, Nicholas Dupree, James Beckett i Rebecca Silverman bardzo skrytykowali założenia serii, nazywając je „naciąganymi, niekreatywnymi i nieśmiesznymi”. Pomimo pochwalenia nieco stylistyki kreski, manga została również skrytykowana za „wątpliwe decyzje artystyczne”, odnoszące się do projektów postaci i doboru strojów.